# Jane (strip)
Jane is een Britse stripreeks van Norman Pett. Jane begon in 1932 als een cartoon met onderschrift in de krant Daily Mirror, met als titel Jane's journal, the diary of a bright young thing. In 1938 vormde Pett Jane om naar een echte krantenstrip. Don Freeman stond in voor de scenario's. Van 1948 tot 1959 tekende Mike Hubbard, die tot dan assistent was van Pett, de strip Jane. Nederlander Alfred Mazure probeerde nog een herneming onder de titel Jane, daughter of Jane maar zonder veel succes en deze strip werd in 1963 stopgezet.

## Inhoud
Jane is een jonge vrouw, verleidelijk en blond. Ze verschijnt vaak schaars gekleed. Ze oefende verschillende beroepen uit en beleefde zo misdaad- en romantische avonturen. 